# Johann Daniel Bever
Johann Daniel Bever (* 1790; † 7. März 1860 in Schwelm) war ein deutscher Fabrikant und Politiker. Er war Mitglied des Vorparlaments.

## Leben und Wirken
Johann Daniel Bever gründete 1820 die Eisenhandlung Schaeffer & Bever in Schwelm, die er 1843 mit der Firma Büxenstein/Klophaus zur Firma Bever & Klophaus zusammenführte, welche sich auf die Herstellung von Türschlössern spezialisierte.
1848 gehörte er dem Vorparlament an.
Er war Mitglied der Freimaurerloge Zum Westfälischen Löwen, deren Meister vom Stuhl er 1836 wurde.
Ein von Peter Schwingen angefertigtes Porträt-Gemälde von Johann Daniel Bever befindet sich im Heimatmuseum im Haus Martfeld.
Sein Urenkel ist Walther Bever-Mohr.